# Молчаливый партнёр
«Молчаливый партнёр» (англ. The Silent Partner) — канадский фильм 1978 года режиссёра Дэрила Дьюка, ремейк датского фильма 1969 года «Подумай о числе» по одноимённому роману датского писателя Андерса Бодельсена.

## Сюжет
Майлз Каллен — служащий банка в торговом центре Торонто. Он случайно узнаёт, что офис банка планируют ограбить. Он также вычисляет потенциального грабителя — ряженого Санта-Клауса, собирающего пожертвования около торгового центра. Вместо того чтобы проинформировать руководство или полицию, Майлз задумывает свою собственную аферу. Он начинает собирать наличные, внесённые клиентами в банк, в старый ланч-бокс, минуя кассу. Когда грабитель требует у Майлза выручку, он отдаёт лишь небольшую сумму, оставшуюся в кассе. Вор — Санта-Клаус, садист-психопат по имени Гарри Рейкл, понимает, что его одурачили, когда он видит в новостях, какая сумма на самом деле пропала во время ограбления — 48 300 канадских долларов. Рейкл всюду преследует Майлза, звонит по телефону с угрозами. В конце концов Майлзу удаётся избавиться от Рейкла. Тот арестован за кражу грузовика. Несколько месяцев спустя на похоронах своего отца Майлз встречает Элейн. Она представляется сиделкой его отца, но на самом деле её подослал отбывающий срок Рейкл, чтоб следить за Майлзом и найти украденные деньги. Когда Элейн удаётся выяснить, где Майлз хранит наличные, их уже связывают романтические отношения. Пара, тем временем, вызывает подозрения у коллеги Майлза Джули Карвер, с которой он раньше флиртовал. Рейкл выходит из тюрьмы и убивает Элейн в квартире Майлза, не простив предательства. Майлз вынужден спрятать её тело в фундаменте нового здания банка. Рейкл угрожает Майлзу и снова требует вернуть деньги. Майлз соглашается передать их прямо в банке. Рейкл, переодетый женщиной, приходит в банк и получает от Майлза заветный пакет. Подготовившийся Майлз инсценирует сцену ограбления, снова подставив Рейкла. Тот стреляет в Майлза, пытается сбежать, но его тяжело ранит охранник банка. Истекающий кровью Рейкл сообщает охраннику, что Майлз дал ему деньги банка, но охранник, не понимая истинного смысла слов преступника, отвечает: «А ты ждал, что он даст тебе свои деньги?» Майлза увозит скорая. Джуди, которая все поняла, следует за ним, и они решают уехать вместе как можно дальше.

## В ролях
| Актёр             | Роль             |
| ----------------- | ---------------- |
| Эллиотт Гулд      | Майлз            |
| Кристофер Пламмер | Рейкл            |
| Сюзанна Йорк      | Джули            |
| Селин Ломес       | Элейн            |
| Майкл Кёрби       | Чарльз Пакард    |
| Шон Салливан      | охранник Фрэнк   |
| Кен Пог           | детектив Виллард |
| Джон Кэнди        | Симонсон         |

## Производство
Роман Бодельсена, который стал литературной основой сценария, был опубликован в 1969 году. «Чикаго Трибьюн» назвала его «превосходным интригующим романом».
Исполнитель главной роли Эллиотт Гулд был очень впечатлён сценарием Кёртиса Хэнсона и назвал его лучшим со времён «Прикосновения».
Фильм стал дебютом компании Carolco Pictures и одним из первых фильмов в Канаде, произведённых по новой схеме, которую канадское правительство ввело для поддержания отечественного кинематографа. Все вложенные деньги возвращались инвесторам за счёт налоговых списаний. Этим воспользовались многие предприимчивые продюсеры, и свет увидело большое количество проходных фильмов. Однако «Молчаливый партнёр» относится к числу немногих по-настоящему хороших картин периода расцвета налоговых льгот 1970-х.

## Награды и номинации
| Премия               | Дата церемонии   | Категория                            | Номинант(ы)                               | Результат | Прим. |
| -------------------- | ---------------- | ------------------------------------ | ----------------------------------------- | --------- | ----- |
| Canadian Film Awards | 21 сентября 1978 | Лучший художественный фильм          | Гарт Драбински Джоэл Б. Майклз Стивен Янг | Победа    | [ 1 ] |
| Canadian Film Awards | 21 сентября 1978 | Лучший режиссёр                      | Дэрил Дьюк                                | Победа    | [ 1 ] |
| Canadian Film Awards | 21 сентября 1978 | Лучший актёр                         | Кристофер Пламмер                         | Номинация | [ 1 ] |
| Canadian Film Awards | 21 сентября 1978 | Лучшая актриса                       | Селин Ломес                               | Номинация | [ 1 ] |
| Canadian Film Awards | 21 сентября 1978 | Лучшая работа художника-постановщика | Тревор Уильямс                            | Номинация | [ 1 ] |
| Canadian Film Awards | 21 сентября 1978 | Лучший общий звук                    | Дэвид Ли                                  | Победа    | [ 1 ] |